# Beybienkoa cerciflavida
Beybienkoa cerciflavida är en kackerlacksart som beskrevs av Roth, L. M. 1991. Beybienkoa cerciflavida ingår i släktet Beybienkoa och familjen småkackerlackor. Inga underarter finns listade.